# Sphaerostephanos santomasii
Sphaerostephanos santomasii är en kärrbräkenväxtart som beskrevs av Holtt. Sphaerostephanos santomasii ingår i släktet Sphaerostephanos och familjen Thelypteridaceae. Inga underarter finns listade.